# Canadá nos Jogos Pan-Americanos
O Canadá competiu em todas as edições dos Jogos Pan-Americanos, desde a segunda edição dos jogos, que aconteceu na Cidade do México, em 1955. Canadá é o terceiro país que mais conquistou medalhas, ficando atrás apenas dos Estados Unidos e de Cuba. O Canadá também mandou representantes para a única edição dos Jogos Pan-Americanos de Inverno, realizada em Las Leñas, em 1991. Conquistou sete medalhas no evento, sendo assim, ao lado dos Estados Unidos, o único país cujos representantes subiram no pódio.

## Canadá como sede
O país já foi sede de duas edições dos Jogos, ambas em Winnipeg: a primeira em 1967 e a segunda em 1999.
Recentemente, a cidade de Toronto foi escolhida para sediar os Jogos de 2015, a terceira edição a ocorrer no país. Assim sendo o Canadá irá empatar com o México como país que sediou o evento mais vezes.

## Quadro de medalhas

### Verão
| Ano   | Sede             | Gold. | Silver. | Bronze. | Total | Pos. |
| ----- | ---------------- | ----- | ------- | ------- | ----- | ---- |
| 1955  | Cidade do México | 4     | 4       | 3       | 11    | 5    |
| 1959  | Chicago          | 5     | 19      | 24      | 48    | 5    |
| 1963  | São Paulo        | 11    | 27      | 26      | 64    | 3    |
| 1967  | Winnipeg         | 17    | 39      | 50      | 106   | 2    |
| 1971  | Cáli             | 19    | 20      | 41      | 80    | 3    |
| 1975  | Cidade do México | 19    | 35      | 40      | 94    | 3    |
| 1979  | São João         | 24    | 43      | 71      | 138   | 3    |
| 1983  | Caracas          | 18    | 44      | 47      | 109   | 3    |
| 1987  | Indianápolis     | 30    | 57      | 75      | 162   | 3    |
| 1991  | Havana           | 22    | 46      | 59      | 127   | 3    |
| 1995  | Mar do Prata     | 47    | 61      | 69      | 177   | 3    |
| 1999  | Winnipeg         | 64    | 52      | 80      | 196   | 3    |
| 2003  | Santo Domingo    | 29    | 57      | 42      | 128   | 3    |
| 2007  | Rio de Janeiro   | 39    | 44      | 55      | 138   | 4    |
| 2011  | Guadalajara      | 30    | 40      | 49      | 119   | 5    |
| 2015  | Toronto          | 78    | 70      | 71      | 219   | 2    |
| 2019  | Lima             | 35    | 64      | 53      | 152   | 4    |
| Total | Total            | 491   | 721     | 855     | 2067  | 3    |

### Inverno
| Ano   | Cidade Sede | Gold. | Silver. | Bronze. | Total | Pos. |
| ----- | ----------- | ----- | ------- | ------- | ----- | ---- |
| 1990  | Las Leñas   | 2     | 4       | 1       | 7     | 2    |
| Total | Total       | 2     | 4       | 1       | 7     | 2    |